# Cobitis rhodopensis
Cobitis rhodopensis är en fiskart som beskrevs av Vassilev, 1998. Cobitis rhodopensis ingår i släktet Cobitis och familjen nissögefiskar. Inga underarter finns listade i Catalogue of Life.